# Associazione Sportiva Del Duca Ascoli 1964-1965
Questa pagina raccoglie le informazioni riguardanti l'Associazione Sportiva Del Duca Ascoli nelle competizioni ufficiali della stagione 1964-1965.

## Rosa
| N. |                   | Ruolo | Calciatore           |
| -- | ----------------- | ----- | -------------------- |
|    | Italia (bandiera) | A     | Renzo Aldi           |
|    | Italia (bandiera) | C     | Alberto Baldoni      |
|    | Italia (bandiera) | C     | Franco Beccaccioli   |
|    | Italia (bandiera) | D     | Francesco Bigoni     |
|    | Italia (bandiera) | D     | Silvio Camaioni      |
|    | Italia (bandiera) | D     | Adelmo Capelli       |
|    | Italia (bandiera) | C     | Angelo Della Santina |
|    | Italia (bandiera) | P     | Ernesto Ferraro      |
|    | Italia (bandiera) | A     | Roberto Ghelli       |

| N. |                   | Ruolo | Calciatore         |
| -- | ----------------- | ----- | ------------------ |
|    | Italia (bandiera) | A     | Armando Marcos     |
|    | Italia (bandiera) | D     | Franco Masetto     |
|    | Italia (bandiera) | D     | Carlo Mazzone      |
|    | Italia (bandiera) | C     | Nicola Raccuglia   |
|    | Italia (bandiera) | D     | Marino Rossetti    |
|    | Italia (bandiera) | A     | Sergio Sospetti    |
|    | Italia (bandiera) | P     | Roberto Strulli    |
|    | Italia (bandiera) | C     | Antonio Tomassoni  |
|    | Italia (bandiera) | A     | Giovanni Trapletti |